# Teton-Staudamm
Der Teton-Staudamm war eine Talsperre am Teton River bei Sugar City und Rexburg in Idaho in den USA, die am 5. Juni 1976 spektakulär versagte. Der Dammbruch verursachte elf Todesopfer und einen finanziellen Schaden von bis zu einer Milliarde US-Dollar.

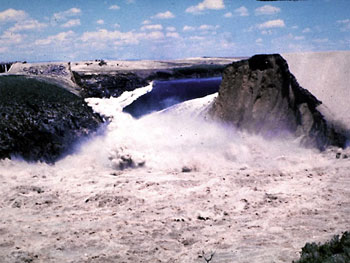
Der Bruch des Teton-Staudammes

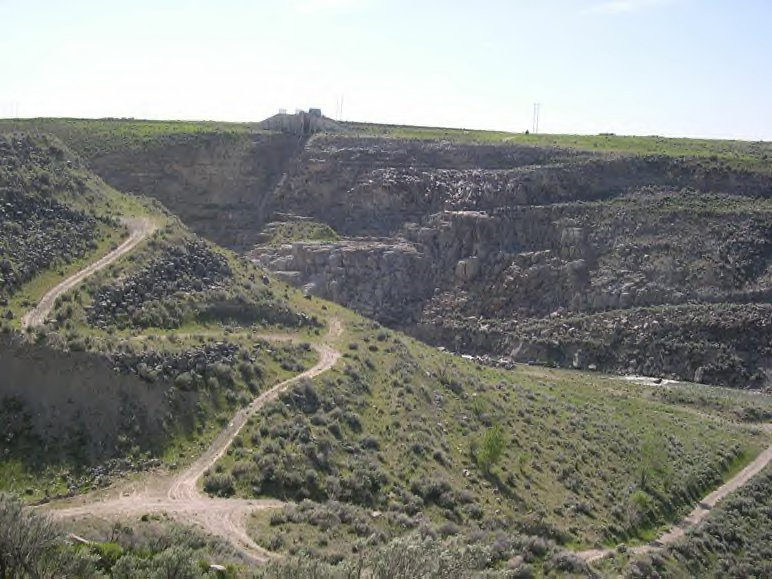
Überreste des Teton-Staudamms

Koordinaten: 43° 54′ 33″ N, 111° 32′ 20″ W

## Staudamm
Der Staudamm im Teton Canyon, ungefähr 44 Meilen (71 km) nordöstlich der Stadt Idaho Falls, wurde im November 1975 durch das Bureau of Reclamation („Landgewinnungsamt“) fertiggestellt, gleichzeitig begann die über Monate fortschreitende Befüllung des Stausees. Er war ein 93 m hoher Erdschüttdamm, dessen Zweck Bewässerung, Stromerzeugung, Hochwasserschutz und Freizeiterholung war.
Der Staudamm wurde in der östlichen Snake River Plain auf vulkanischem Boden errichtet, der ca. 1,9 Millionen Jahre alt ist. Der Untergrund ist sehr durchlässig; am Staudamm waren vor dem Bruch zwar Risse, aber keine Durchsickerungen bemerkt worden.

## Daten
- Bauart: Zonendamm
- Bauzeit: 1972–1975
- Höhe des Dammes: 305 feet (93 m)
- Stauinhalt: 288.250 acre-feet (355.550.000 m³)
- Kronenlänge: 2700 feet (823 m)

## Dammbruch
Zur Zeit des Bruches war das neue Staubecken nach einem langsamen Anstieg der Füllhöhe über den Winter erstmals durch das Schmelzwasser im Frühling bis beinahe dem geplanten Wasserstand gefüllt worden. Zwei Tage vor dem Bruch begann Wasser aus dem Damm zu sickern, was für einen Erddamm normalerweise nicht ungewöhnlich ist, wenn es an dafür vorgesehenen Stellen geschieht. Die Quellaustritte waren ca. 225 m unterhalb des Dammes zu sehen.
Am Morgen des 5. Juni, etwa um 9:30 Uhr, gab es ein neues Leck am rechten Widerlager 40 Meter unterhalb der Dammkrone. Mit Bulldozern versuchte man erfolglos das Leck zu stopfen. Die lokalen Radio- und Fernsehreporter erschienen, und für die Unterlieger wurde Alarm gegeben. Zwei Bulldozer wurden in der erodierenden Böschung eingeschlossen und ihre Fahrer mit Leinen in Sicherheit gezogen. Um 11:57 Uhr mittags brach der Damm. Am Abend, etwa fünf Stunden später, hatte sich das Becken vollständig geleert und ein Drittel des Dammes war weggespült.
Das Tal wurde auf 120 Kilometern Länge bis zur Mündung des Teton in den Snake River überflutet. Die Städte direkt unterhalb, wie Rexburg, wurden massiv getroffen. Die Stadt Idaho Falls weiter unterhalb hatte Zeit zur Vorbereitung. An der alten und instabilen American-Falls-Talsperre ließen die Ingenieure (angeblich) das Wasser ab, bevor die Flut kam. Diese Talsperre hielt stand, bis die Flut vorüber war. Die Aufräumarbeiten dauerten den ganzen Sommer über.

## Konsequenzen
Der Dammbruch hatte eine weitreichende Kontroverse über die Sicherheit der amerikanischen Talsperren zur Folge. Ein Programm zur Überprüfung aller Talsperren wurde danach durchgeführt. Nach Informationen des Bureau of Reclamation (USBR) werden heute alle Talsperren des USBR unter den strengen Kriterien eines Sicherheitsprogramms untersucht. Jede Anlage wird periodisch überwacht, um die Tragfähigkeit, die seismische Stabilität, innere Fehler und physikalische Verschlechterung zu begutachten.
Der Damm wurde nicht wieder aufgebaut. Die Örtlichkeit ist für die Öffentlichkeit zugänglich und kann besichtigt werden.